# Ilha de Corisco
A ilha de Corisco ou Mandj é parte da Guiné Equatorial, localizada a 29 km ao sudoeste do estuário do Rio Muni que define sua fronteira com Gabão. Seu nome deriva de uma palavra portuguesa que significa relâmpago. Tem uma área de 14 km² e seu ponto mais alto é 35 metros acima do nível do mar. O povoado mais importante da ilha é Gobe.

## História
Por volta de 50 AC e 1400 DC a ilha teve ocupação permanente, com destaque para a área de Nandá, onde diversos vestígios foram encontrados. Cerca de duzentos anos depois, a etnia benga se estabelece em Corisco, e em 1648 Portugal cria a Companhia de Corisco, dedicada ao comércio de escravos, construindo uma das primeiras edificações europeias na ilha, o forte de Ponta Joko. Os comerciantes portugueses manterão boas relações com os bengas, que também possuíam um sistema econômico escravagista próprio, cujos servidores particulares eram geralmente indivíduos pamues e nvikos.
Em 1843, os espanhóis começam a exercer efetiva soberania sobre Corisco por meio de um acordo entre Juan José Lerena y Barry com o rei benga, Bonkoro I, que morre em1846 e é sucedido por seu filho Bonkoro II. As rivalidades na ilha fazem Bonkoro II refugiar-se em São Tomé. Assim, o monarca Munga I governará Corisco entre 1848 e 1858. Neste mesmo ano, Munga I recebe o apoio do primeiro governador espanhol, Carlos de Chacón y Michelena, que o nomeia tenente governador de Corisco. Seu filho, Munga II, porém, toma o poder, com o apoio da guarnição espanhola (que em 1875 seria trasladada à ilha de Elobey Chico). Após o governo de Munga II, o reino benga se dissolverá com a expansão da administração espanhola. Corisco receberá a visita do explorador Manuel Iradier na década de 1870.
Em geral, a Espanha deu pouca atenção a Corisco. No início do século XX foi parte da Administração de Elobey, Ano Bom e Corisco e alguns selos foram feitos com essa denominação. Corisco se converteu em parte integral da Guiné Espanhola até à sua independência como parte da Guiné Equatorial.
Corisco e os arredores da Baía de Corisco despertaram interesse nos últimos anos por suas reservas de petróleo. Um consórcio de Elf Aquitaine e Petrograb começaram a pesquisar em 1981.